# Zdeněk Růžička
Zdeněk Růžička (* 15. April 1925 in Ivančice; † 18. April 2021 in Brünn, Tschechien) war ein tschechoslowakischer Turner.

## Karriere
Zdeněk Růžička begann bereits im Alter von vier Jahren mit dem Turnen. Während des Zweiten Weltkriegs wurden die Aktivitäten des Turnvereins Sokol, wo er Mitglied war, unterbrochen. Růžička war zu diesem Zeitpunkt zu jung für die Armee, weshalb er arbeitete. Nach dem Krieg studierte er in Pilsen. Bei den Olympischen Spielen 1948 in London gelangen ihm seine größten Erfolge. So gewann Růžička im Bodenturnwettkampf sowie im Wettkampf an den Ringen jeweils die Bronzemedaille. Außerdem wurde er im gleichen Jahr erstmals Tschechoslowakischer Meister. Auch bei den Olympischen Spielen 1952 und Olympischen Spielen 1956 vertrat Růžička die Tschechoslowakei, konnte jedoch keine weiteren Medaillen gewinnen. 1956 war er während der Eröffnungsfeier Fahnenträger der tschechoslowakischen Mannschaft. Im Folgejahr beendete Růžička seine Karriere, blieb seinem Verein Sokol Brno 1 jedoch als Trainer bis 1995 erhalten. Danach übernahm er im Verein das Amt des Präsidenten und hatte dieses bis 2005 inne.
Im April 2021 starb Růžička drei Tage nach seinem 96. Geburtstag.